# 浪穹耳蕨
浪穹耳蕨（学名：Polystichum langchungense）为鳞毛蕨科耳蕨属下的一个种。

## 扩展阅读
- 維基物種上的相關：浪穹耳蕨